# Guri Martxuk
Guri Martxuk (rus: Гурий Иванович Марчук)  (Petrokhersonets, 8 de juny de 1925 - Moscou, 24 de març de 2013) va ser un matemàtic soviètic.

## Vida i obra
Tot i haver nascut en una petita vila de l'óblast d'Orenburg, Martxuk va passar la seva infància i adolescència a la ciutat de Dukhovnitskoye (óblast de Saràtov), on va acabar els estudis secundaris el 1942. Aquest mateix any es va matricular a la universitat Estatal de Sant Petersburg, que havia estat traslladada a Saràtov a causa de la invasió alemanya. L'any següent v a ser mobilitzat i va estar dos anys combatent amb l'exèrcit Roig. Acabada la guerra el 1945, va reprendre els estudis a Sant Petersburg, on va obtenir el doctorat el 1952 amb una tesi sobre l'aplicació de la dinàmica de camps a les prediccions meteorològiques.
A continuació va treballar a l'Institut de Física i Energia de la ciutat d'Óbninsk fins al 1962, quan es va traslladar a Akademgorodok per treballar a la branca siberiana de l'Acadèmia de Ciències de la Unió Soviètica. Després de diferents càrrecs a la institució, el 1980 es va desplaçar a Moscou, on va fer la resta de la seva carrera a la universitat Estatal de Moscou i a l'Institut de Física i Tecnologia.
Martxuk és recordat tan com físic que com matemàtic. Les seves aportacions més notables van ser en els camps dels reactors nuclears, de la dinàmica atmosfèrica i de la computabilitat, regulació i automatització. A més de tenir càrrecs importants en l'administració de la Unió Soviètica, va rebre nombrosos guardons i medalles, tan civils com militars.